# Comuna Novoiulivka, Sofiivka
Novoiulivka (în ucraineană Новоюлівка) este o comună în raionul Sofiivka, regiunea Dnipropetrovsk, Ucraina, formată din satele Avdotivka, Novoiulivka (reședința), Novopetrivka, Stepove și Trudoliubivka.

## Demografie
Componența lingvistică a satului Novoiulivka
     Ucraineană (94,64%)
     Rusă (3,94%)
     Alte limbi (0,24%)
Conform recensământului din 2001, majoritatea populației satului Novoiulivka era vorbitoare de ucraineană (94,64%), existând în minoritate și vorbitori de rusă (3,94%).